# Michał Eldsner
Michał Eldsner (zm. 1589) - papiernik poznański. 
Był właścicielem dwukołowej papierni w Kicinie pod Poznaniem. Posiadał pierwszy w mieście stały punkt sprzedaży papieru i produkował karty do gier. 